# Steve Upton
Steve Upton (Wrexham, 24 mei 1946) was een drummer, die 21 jaar zou dienen bij Wishbone Ash. Hij groeide op in Exeter.
Hij ging op zijn veertiende per toeval achter het slagwerk zitten; twee gitaristen zochten een drummer en Upton was voorhanden. The Scimitars was zijn eerste muziekgroepje in Torquay. Dat bandje viel snel uit elkaar en Upton ging drummen in de bluesband Devar. Ook die was geen lang leven beschoren. Upton zat in juli 1966 in een café en werd benaderd door Glen Turner en Martin Turner, zij zagen wel wat in Upton. De band, die toen ontstond kreeg de naam The Empty Vessel. De band bestond ruwweg 2,5 jaar en trok naar Londen. Glen werd ziek en wilde naar huis. In juli 1969 was het laatste concert; aan de bar maakte Upton kennis met Miles Copeland. Martin Turner en Upton (en Copeland als manager) gingen op zoek naar een gitarist. Er solliciteerden twee, Andy Powell en Ted Turner. Het drietal kon geen keus maken tussen het tweetal en zo werd Wishbone Ash een band met twee gitaristen en geen toetsenist. Hij had niet verwacht dat hij vervolgens van 1969 tot 1990 achter de drumkit zou zitten van een band, die het hebben moest van de twee frontgitaren. Upton hield op eenvoudige wijze ritme en maat in de hand van de hardrockband. Zijn stijl was sober. Zijn bijnaam "The Colonel".
In 1990 hing hij de stokken in de wilgen en sloot zich aan bij de oud-manager van de band Miles Copeland, Upton regelde toch al van alles voor de band. Laatst bekende feit is dat hij zorgde voor het kasteel van Copeland in Frankrijk en af en toe met plaatselijke musici speelt.
- Bibliothèque nationale de France: cb13814014t (data)
- International Standard Name Identifier: 0000 0001 0294 7992
- Library of Congress Control Number: no2013011346
- MusicBrainz: 0e365146-cc9d-4547-9e7c-2efb90ab21be
- Virtual International Authority File: 153704567